# Садовники (Москва, юг)
Садо́вники (Садовая Слобода) — бывшая деревня, вошедшая в состав Москвы в 1960 году.

## История
При царской усадьбе в Коломенском ещё с давних времён существовали сады, которые обслуживали дворцовые садовники. Согласно писцовым книгам, в середине 1670-х годов в Коломенском имелись 13 дворов садовников. Они получали жалование, а также как и крестьяне, располагали сенными покосами и капустниками. Садовники жили отдельной слободой, у них был свой староста, который занимался сбором податей и следил за выполнением работ. В 1717 году помимо старосты к садам приставлен надзиратель, а в 1729 году появилась должность его помощника — каптенармуса.
В 1730-е годы здесь были два Казанских сада (за Казанской церковью), Вознесенский (у Голосова оврага) и Новый сад, через который шла дорога на Москву. В садах росли в основном яблони, также имелись груши, вишня, слива, крыжовник, смородина, малина и различные овощи. Некоторая часть этого урожая шла на продажу, остальное на обиход дворца. Садовники выполняли работы по возделыванию земли, посадке и выращиванию овощей, уборке урожая и доставке его в места хранения, либо торговли.
Сама деревня располагалась на юго-западе Коломенского, за Вознесенским садом. В первой половине XVIII века в ней было 48 дворов. В 1740-е годы садовники получили часть десятинной пашни под огороды, а когда в 1760-е годы пашня была уничтожена, садовников наделили пашенной землёй. В конце XVIII века садовники были переведены в крестьяне. Указом 1797 года деревня передана в Удельное ведомство, в Коломенский приказ.
В 1811 году здесь жили 56 семей (208 душ мужского пола), в 1850 году — 344 мужчины и 361 женщина, примерно четверть населения деревни составляли старообрядцы. После крестьянской реформы деревня вошла в состав Нагатинской волости Московского уезда. По переписи 1869 года, в ней проживали 443 мужчины и 421 женщина. В 1876 году в деревне было 146 хозяйств, 1 трактир, 3 овощные лавки. На полях крестьянами высаживался только картофель, в москворецкой пойме — овощи. С десятины земли, засаженной капустой, они получали доход более 400 руб., а огурцами — до 700 руб.
По данным 1899 года в деревне насчитывалось 202 хозяйства и 1077 жителей. 34,8 % земельных владений деревни составляли усадьбы, 53% — огороды и лишь 0,5% — луга. Несмотря на общий упадок садоводства во всех окрестных районах, здесь по прежнему разводились практически все садовые культуры.
До отмены крепостного права дети крестьян учились в школе Удельного ведомства, а затем в земском и частном училищах Коломенского. В 1911 году в деревне были уже своё земское училище и ветеринарная лечебница.
В 1927 году население деревни составляло 1191 человек на 285 хозяйств. В 1930-е годы здесь появился колхоз «Красный огородник».
В 1960 году деревня Садовники вошла в состав Москвы. Эта территория была отнесена к Пролетарскому району Москвы. После административной реформы 1991 года территория, где ранее располагалась деревня, вошла в районы Нагатино-Садовники и Нагатинский Затон. О бывшей деревне также напоминает название улицы - улица Садовники.